# Premierzy Wysp Alandzkich

## Chronologiczna lista szefów rząduWysp Alandzkich
| Osoba | Osoba                         | Osoba   | Kadencja          | Kadencja          | Partia polityczna |
| #     | Imię i Nazwisko               | Portret | Od                | Do                | Partia polityczna |
| ----- | ----------------------------- | ------- | ----------------- | ----------------- | ----------------- |
| 1     | Carl Björkman (1873–1948)     |         | 10 lipca 1922     | 30 grudnia 1938   | bezpartyjny       |
| 2     | Viktor Strandfält (1897–1962) |         | 30 grudnia 1938   | 1 stycznia 1955   | bezpartyjny       |
| 3     | Hugo Johansson (1900–1983)    |         | 1 stycznia 1955   | 28 marca 1967     | bezpartyjny       |
| 4     | Martin Isaksson (1921–2001)   |         | 28 marca 1967     | 1 lipca 1972      | bezpartyjny       |
| 5     | Alarik Häggblom (1914–1996)   |         | 1 lipca 1972      | 1 stycznia 1979   | LPA               |
| 6     | Folke Woivalin (1928–)        |         | 1 stycznia 1979   | 20 kwietnia 1988  | bezpartyjny       |
| 7     | Sune Eriksson (1939–)         |         | 20 kwietnia 1988  | 28 listopada 1991 | LPA               |
| 8     | Ragnar Erlandsson (1941–)     |         | 28 listopada 1991 | 24 listopada 1995 | AC                |
| 9     | Roger Jansson (1941–)         |         | 24 listopada 1995 | 3 grudnia 1999    | FS                |
| 10    | Roger Nordlund (1957–)        |         | 3 grudnia 1999    | 26 listopada 2007 | AC                |
| 11    | Viveka Eriksson (1956–)       |         | 26 listopada 2007 | 25 listopada 2011 | LPA               |
| 12    | Camilla Gunell (1970–)        |         | 25 listopada 2011 | 25 listopada 2015 | AS                |
| 13    | Katrin Sjögren (1966–)        |         | 25 listopada 2015 | nadal             | LPA               |